# Josep Bordons
Josep Bordons (Solsona, 1530 ? – 24 de gener del 1603) va ser un orguener català.

## Biografia
Era fill d'un orguener francès establert a Catalunya, i germà del també constructor d'orgues Francesc Bordons. Josep Bordons està documentat per seves obres: se sap que construí o reparà els orgues de les catedrals de la Seu d'Urgell (1579), de Sant Joan de Perpinyà (1580-1584) i de Girona (1584, orgue nou 1590-1593), el del monestir de Poblet (1589-1592), el de Sant Joan de Valls (1590), el de la basílica de Santa Maria de Mataró (1591 ó 1595), el de Sant Pere de Terrassa i, a Barcelona, els de les esglésies de Santa Maria del Mar (1576), Sant Pere de les Puel·les (1578), Sant Andreu del Palomar (1587), Santa Eulàlia Emèrita (1588) i Sants Just i Pastor (1602).